# Taszár
Taszár je vas na Madžarskem, ki upravno spada pod podregijo Kaposvári Šomodske županije.
Tu se nahaja Letalska baza Taszár.